# ふぁみ魂家郎
ふぁみ魂家郎（ふぁみこんやろう）はゲームメイトが製造している任天堂の家庭用ゲーム機・ファミリーコンピュータ（FC）の互換機。

## 概要
ほとんどのFC用カートリッジが使用可能である。任天堂の許諾（ライセンス）の無いノンライセンス商品であるが、ファミリーコンピュータに付随する同社の特許権は2003年に消滅している。
製造元は中国であるが、東京都台東区にサービスセンターが存在し、ビックカメラなどの家電量販店やソフマップなどの秋葉原系ショップでも販売されている。
本機ならではの特徴として、ソフトを挿入しなくても最初から数本の内蔵ソフトで遊ぶことができる。ソフトは市販された初期のファミコンソフトのキャラやタイトルなどを変更した海賊版もあるが、一部オリジナルも存在する。ソフトの種類によって本体にバージョン違いが存在する。また、カートリッジ形態タイプもある。
2007年11月Vol.1からVol.6と2004、54、ファミエイト、ファミゼロの全10種類のバージョンが確認されている。実勢価格は2千円台後半～3千円台。
2010年12月にはふぁみ魂家郎vol.7が販売開始となった。

### 機能
- CPU：8ビット（FCと同様）
- 画面：256×240（FCと同様）
- 発色：52色（FCと同様）
- メディア：FC用ロムカートリッジ
- その他の機能：連射機能（A・Bボタン）、ゲームソフト内蔵（ファミゼロは0本、Vol.1～6、2004は7本、ファミエイトは8本、54は54本）

## 起動不可能なソフト
以下のソフトは動作しないことが確認されている。
- ファミコンジャンプII 最強の7人（バンダイ）
- じゅうべえくえすと（ナムコ）

また、ディスクシステムのソフトはRAMアダプタが差し込めないため使用不可能である（ファミエイト、ファミゼロを除く）。ただし差込口を広くする（いわゆる改造）をすると使用可能である。